# Comunidad hereditaria
La comunidad hereditaria es la situación de cotitularidad hereditaria que se crea con la posibilidad de una delación conjunta y simultánea a varios herederos que acepten la herencia deferida a su favor. En virtud de esta comunidad y puesto que el llamamiento a la herencia tiene carácter universal, el derecho sobre los bienes que la constituyen pertenece al conjunto de los coherederos designados. Luego la comunidad hereditaria es una peculiar situación jurídica en que se encuentran los herederos frente al acervo hereditario.

## Requerimientos y elementos distintivos
Se citan como requerimientos para que se suscite esta situación jurídica: 
- una delación conjunta, esto es una conjunción en la delación, de manera que sean varios los sujetos a los que se ofrezca la herencia (excepcionalmente se entienden incluidos los legatarios de parte alícuota) por cualquier título sucesorio;
- la aceptación de los llamados a heredar para que, adquirida la cualidad de heredero, estén incursos en situación de cotitularidad;
- que la herencia se encuentre en estado de indivisión;

Respecto de sus signos distintivos sitúa la doctrina:
- ser una comunidad de carácter transitorio al comenzar con la aceptación[2] de la herencia y terminar con la partición y subsiguiente adjudicación de bienes concretos, ya que ningún coheredero está obligado a permanecer en ese estado de indivisión hereditaria;
- ser una comunidad de tipo universal al comprender los bienes, derechos del causante, sin que el derecho de los partícipes incida directamente sobre los objetos concretos contenidos en la herencia;
- ser una comunidad de tipo incidental pues la aceptación de la herencia no supone convenio de comunidad entre los herederos que aceptan la delación de la herencia de la única manera que les cabe hacerlo;
- ser una comunidad de tipo forzosa dado que los copartícipes no han podido evitarla.

## Naturaleza jurídica
Varias han sido las tesis elaboradas por la doctrina que se disputan la verdadera naturaleza de la comunidad hereditaria, la disputa se ha entronizado entre los partidarios de una naturaleza romanista y los defensores de una naturaleza germanista. 

### Comunidad romana
Para los romanistas la comunidad hereditaria se resuelve en una pluralidad de comunidades igual al número de cosas y derechos reales comprendidos en la herencia, siendo dichas comunidades del tipo de la comunidad romana o por cuotas indivisas. Según describe José Luis Lacruz Berdejo la herencia no constituye una masa única, sino que habrá tantas comunidades por cuotas como objetos singulares, resultando las cuotas alienables y tantos créditos y obligaciones mancomunadas como obligaciones individuales existan.

### Comunidad germana
Sus defensores consideran que la comunidad hereditaria es una comunidad sobre la herencia como un todo, o sea, una comunidad universal del tipo de comunidad germánica o mano común (zur gesamten Hand). Ciertamente que dentro de ella se pueden distinguir tantas comunidades como derechos singulares integran la herencia, pero en cada una de esas comunidades no existe división por cuotas, ni puede pedirse la división material del objeto, no obstante hay quienes prevén la posibilidad de pedir la división de la herencia.

### Posición intermedia o híbrida
La comunidad hereditaria como híbrido presenta muchos puntos de coincidencia con la comunidad romana en su régimen interno, en cuanto al goce de las cosas comunes y la existencia de cuotas, y también con la comunidad germana en lo referido al régimen externo, respecto a los efectos de garantía de los acreedores de la herencia y el ejercicio de los poderes dispositivos, así como lo relativo a la indeterminación e inconcreción de los derechos eventuales de los coherederos. Posición defendida en España por GARCÍA GRANERO.
En España han sido vertidos otros criterios que no aportan en sustancia elementos categóricos distintos a efectos de delimitar la naturaleza jurídica de esta especial situación jurídica. Hoy en día prevalece, no obstante, a pesar del confusionismo existente entre la doctrina legal sentada por el Tribunal Supremo y la Dirección de Registros y del Notariado y la propia doctrina científica como una comunidad universal nacida de la pluralidad de herederos que coparticipan por razón de su causa adquisitiva, o sea de la sucesión por causa de muerte y en la que no competen a tales sucesores porciones determinadas en bienes concretos. Cada partícipe, tiene, por tanto, sobre el conjunto de los bienes, una cuota global y puede ser objeto del tráfico, si bien cabe como dice VALLET DE GOYTÍSOLO toda disposición del derecho de un coheredero referido sobre un bien concreto, el que quedaría a expensa del resultado de la partición, o sea, que a la postre tal bien le fuera adjudicado tras el ejercicio de la actio familiae erciscundae. 

## Objeto. Modificaciones que en él pueden operar
La comunidad hereditaria recae sobre bienes, derechos (reales o de crédito) y acciones que no se extingan a la muerte del causante (res hereditarie omnium heredum comunes sunt), aun cuando no es nada pacífica en la doctrina si las deudas y cargas que conforman el pasivo hereditario integran el objeto de dicha comunidad. Para un sector de la doctrina española encabezada por ALBALADEJO y LACRUZ BERDEJO las deudas del causante y las cargas de la herencia no constituyen parte del objeto de la comunidad hereditaria, éstas forman el pasivo hereditario y pasan sobre todos los coherederos que, por suceder en concepto de herederos, se convierten en deudores, si bien no todos los copartícipes de la comunidad lo son en condición de herederos, por ello asumirán las deudas tan sólo los copartícipes que ostentan tal condición y por tal razón. 
Quedan excluidos de la comunidad los bienes, derechos y acciones de carácter personalísimo, los bienes legados especialmente, los atribuidos como cosa cierta a determinados herederos. En relación con los derechos de crédito, a diferencia de lo que ocurría en el Derecho romano, no se dividen automáticamente entre los comuneros.
Sin embargo en el interregno de la indivisión comunitaria cabe y de hecho se dan fluctuaciones en el objeto de la comunidad hereditaria. Así, el elemento activo de la herencia puede modificarse, aumentando o disminuyendo su cuantía durante el tiempo que subsiste la indivisión. A la masa hereditaria se añadirán los valores de los bienes colacionables, conforme con las reglas de la sucesión testamentaria o el exceso del valor de las donaciones declaradas inoficiosas, según las reglas que para una supuesta colación se prevé en la sucesión intestada; el aumento que puedan haber experimentado los bienes de la herencia por accesión natural o industrial; los frutos, rentas o intereses que produzcan, determinarán otros tantos aumentos en el objeto de la comunidad; igualmente los bienes recibidos como indemnización por la pérdida o deterioro de objetos hereditarios, o por permuta o sustitución, o los comprados con el dinero relicto, ello a tenor del principio de subrogación real.
Por otra parte, durante la indivisión, y especialmente cuando ésta perdure por cierto tiempo prolongado, la actividad de los coherederos puede dar lugar a ganancias y mejoras que aumenten el valor o la productividad de los bienes, o por el contrario, a pérdidas y deterioros que los disminuyan si aquella actividad no ha sido afortunada.
De igual forma, durante este estado de indivisión de la herencia, pudieran satisfacerse determinados créditos adeudados al causante, sumados los intereses moratorios en los casos en que se permisible su fijación, los cuales hacen incrementar el patrimonio hereditario del fallecido, de la misma forma que las deudas pendientes de éste, y las cargas que gravan la sucesión, serán satisfechas a costa del activo hereditario. Todo ello hace patente las alteraciones que éste puede sufrir.

## Partícipes en la comunidad hereditaria
Sujetos de la comunidad hereditaria lo son los cotitulares del acervo hereditario a quienes les ha sido deferida la herencia y la han aceptado a tenor del ius delationis. En consecuencia, serán comuneros los herederos, los legatarios parciarios y los cesionarios de los herederos, o sea, los adquirentes, por cualquier título de la cuota que les corresponde en el global derecho hereditario, sin que con ello hayan adquirido la cualidad de heredero que es per se intransmisible y se mantiene, en consecuencia, en el transmitente. 

### Herederos
Lógico es que los herederos sean considerados partícipes de la comunidad hereditaria. El heredero como sucesor a título universal, tras una delatio sucesoria conjunta se convierte en cotitular del activo hereditario y tiene que, en principio, hacer frente a las deudas de la herencia, encontrándose en una situación de cotitularidad con el resto de los partícipes. 
Relaciones internas entre los propios herederos: El coheredero que hubiese pagado más en su parte de la herencia, podrá reclamar a los demás su parte proporcional. Y el coheredero acreedor del difunto, podrá reclamar de los otros el pago de su crédito.

### Legatarios de parte alícuota y herederos ex re certa
De admitir la tesis subjetiva fundada en la tendencia espiritualista o de respeto a la voluntas testatoris que permite abrir el diapasón de posibilidades que tiene el testador para atribuir bienes y derechos y en el entendido de que lo esencial no es el uso de términos como heredero o legatario, sino el designio del atribuyente de configurar un sucesor universal en la totalidad de los bienes, compelido al pago de las deudas, o un sucesor particular eximido de éstas o por el contrario atribuir una parte alícuota de bienes con exención del pago de las deudas o un bien específico sin excluir su intención de que sea sucesor a título universal, entonces existe un espacio para el oportuno diseño de figuras como el legatario de parte alícuota o el heredero ex re certa.
Que los legatarios de parte alícuota ostentan la condición de comuneros ha sido tema polémico en la doctrina respondido afirmativamente. VALLET DE GOYTÍSOLO afirma que éstos entran en la situación de comunidad en que se hallan los coherederos antes de la partición con respecto a los bienes hereditarios, sin embargo su nota diferencial que los reduce a ser partícipes del activo que pueda quedar y que los diferencia de los herederos que son titulares del activo y del pasivo hereditarios, como continuadores de todas las relaciones jurídicas transmisibles del causante, hace que en frase del propio autor “Cuando de este círculo tan sólo forman parte los herederos, el número quebrado representativo de la participación de cada uno de ellos prefija la proporción de su parte correspondiente tanto en el activo como en el pasivo bruto como en el neto. En cambio, el quebrado asignado a los legatarios de parte alícuota sólo puede referirse al residuo líquido. En este sentido, puede decirse que la titularidad definitiva de cada heredero está indeterminada en su contenido concreto, pero se conoce cuantitativamente en conjunto su alcance con relación al activo bruto. Y en cambio, la titularidad definitiva de los legatarios parciarios, no sólo se halla indeterminada objetivamente entre los bienes que componen el caudal, sino incluso cuantitativamente con relación al haber bruto”. Como comunero puede entonces promover la partición del caudal hereditario. 
Posición disímil se ha sustentado sobre los herederos ex re certa, quienes, en principio, no forman parte de la comunidad hereditaria a pesar de su condición de heredero al no existir inconcreción sobre su participación en el as hereditario, debiendo únicamente responder de las deudas como un heredero más.

## Facultades de los comuneros
Para el estudio de las facultades de los comuneros sobre los bienes y derechos hereditarios, necesariamente tenemos que acudir a las normas reguladores de la copropiedad por cuotas que son las que sustentan en el orden normativo dicha comunidad. 

### Respecto a la disposición de bienes comunes
- Cada coheredero tiene plenos derechos y obligaciones en proporción a su respectiva cuota, pudiendo disponer de su parte sin el consentimiento de los demás, con las limitaciones que la propia ley señala, v.gr: el derecho de tanteo de los coherederos. Es dable aclarar que la posibilidad que tiene el heredero de ceder su cuota en la herencia a un tercero no implica ceder su cualidad de heredero, que por naturaleza es incedible.
- Para disponer de un bien concreto de la herencia o para realizar cualquier otro acto que exceda los propios de administración, se requerirá el consentimiento de todos los coherederos (artículo 2034.1 del BGB; artículo 815.3, 4 (párrafos 1 y 2), 5, 6 (párrafos 1 y 3) del Code; artículo 815 del Código Civil luxemburgués; artículo 1035 del Código Civil polaco; artículo 2091 del Código Civil portugués) pues quod omnes similiter, ab ómnibus comprobetur. En defecto de tal consentimiento, corresponderá a la autoridad competente disponer la realización de tales actos, siempre que: 
  - lo soliciten los que representan la mitad o más del valor del bien sobre el cual recae el acto en cuestión, entiéndase en sede de comunidad hereditaria que la participación de cada coheredero durante el estado de indivisión hereditaria sobre cada bien en concreto, será proporcional a la participación que en la totalidad del as hereditario tenga, pues en este estadio no es posible delimitar los derechos que cada heredero tiene sobre cada uno de tales bienes comunitarios concebidos uti singuli, a través de fracciones aritméticas;
  - redunde, en todo caso en beneficio de la comunidad.

Es criterio de la doctrina que los coherederos obrando conjuntamente no sólo pueden disponer de las cosas concretas del caudal hereditario, sino también de todo el caudal y ese es el sentido según la máxima Quod omnes tangit ab omnibus approbari debet.

### Respecto a la administración de la herencia
- Cada coheredero puede adoptar por sí solo las medidas necesarias para la conservación de un objeto del caudal hereditario.
- Para los actos de administración de la comunidad se requiere el consentimiento de la mayoría de los coherederos, calculada en proporción al valor de sus respectivas cuotas,[5] y en su defecto, la autoridad competente, a instancia de parte, resuelve lo que corresponda, incluso nombrar un administrador. De ello se deduce que nada obsta a que la administración pueda ser regulada por convenio, pudiendo incluso los coherederos confiarla a uno solo de ellos siempre que, no se haya nombrado por el testador un albacea, a quien en tal caso le vendrán atribuidas tales facultades.

### Respecto a la posesión de los bienes hereditarios
- Cada coheredero posee autónomamente su cuota, pero tal posesión no será exclusiva sino en concepto de cosa común, ya se trate de una coposesión que de hecho la ejerce uno solo o varios, bien por sí o en nombre de los demás.

Los comuneros pueden además servirse de los bienes, según las reglas sobre el uso de la cosa común por los cotitulares, que permiten utilizar totalmente cualquiera de ellos cuando no lo estén haciendo los demás

### Respecto de cualquier otro acto que redunde en beneficio de la comunidad
En tal sentido cualquier coheredero puede realizar un acto que redunde en beneficio de la comunidad, sin que en tal circunstancia se requiera el consenso de los demás. Así, v. gr: cualquiera de los coherederos puede ejercitar una acción vía judicial, por una situación que afecte la comunidad sin que se requiera la presencia del resto de los comuneros para que quede válidamente constituida la relación jurídica procesal.

## Tanteo de coherederos
Muy relacionado con la disposición de las cuotas hereditarias, ya reseñada, están las figuras del tanteo y del retracto de coherederos. Al amparo del primero se faculta al resto de los comuneros a adquirir la cuota hereditaria de aquel que pretenda enajenarla a un tercero, con preferencia a otro adquirente, según el precio convenido o el legal conforme con el caso, pero como todo derecho potestativo o de configuración jurídica, puede o no ser ejercitado por el coheredero, para lo cual dispone de un término de caducidad a contarse a partir del ofrecimiento. Si el coheredero no ejercitó el derecho, puede el presunto enajenante consumar el acto, sin peligro del ejercicio posterior del derecho de retracto.
Como requerimientos para que opere el derecho de tanteo entre coherederos se sitúan:
- existencia de una situación jurídica de cotitularidad hereditaria;
- intención de enajenar la cuota hereditaria que les compete a uno o varios de los coherederos a favor de tercera persona;
- que tal enajenación proceda a título oneroso pero concretamente de compraventa y no de otros actos dispositivos a título oneroso como la permuta;
- que el derecho se ejercite en el término previsto por ley

De ejercitar los titulares el derecho de tanteo tendrán preferencia para adquirir la cuota según el precio convenido o en su defecto el legal, cuando así les haya sido comunicado por el coheredero vendedor, quien tiene el deber jurídico de hacerles saber las condiciones de la venta a fin de que valoren o sopesen las ventajas o desventajas que la compra de la cuota les representa. De ser ejercitado tal derecho por uno sólo de los coherederos tendrá éste preferencia para adjudicarse la cuota comprada con el consiguiente incremento de su participación en la comunidad hereditaria, ahora reducida en el número de los copartícipes.
El tanteo y a la postre el retracto -como aduce CASTÁN- tienen por finalidad la reunión de la herencia en un solo titular o, por lo menos, la reducción del número de coherederos, en los casos de enajenación por uno de ellos a favor de un tercero de su cuota o derecho hereditario abstracto”. No puede obviarse que las situaciones de comunidad tienen un carácter extraordinario y excepcional y por ello el Derecho viabiliza los mecanismos destinados a lograr la concentración de la titularidad sobre los bienes en el menor número de personas posible. 

## Retracto de coherederos
Si la enajenación a título de venta de una cuota del as hereditario en situación de cotitularidad, o sea, mientras la herencia esté pro indivisa, no obstante, ha tenido lugar sin el conocimiento del resto de los comuneros a quienes pudo habérsele ofrecido y renunciado en todo caso, de no convenirle el contrato propuesto entonces los coherederos en su condición de copartícipes de la comunidad tienen a su favor el ejercicio del derecho de retracto. 
El retracto de coherederos faculta a cada coheredero a adquirir la cuota enajenada por su compañero, subrogándose en lugar y grado del adquirente, mediante el reembolso del precio de la venta, los gastos del contrato y cualesquiera otros útiles y necesarios, y supone el no ofrecimiento previo de un coheredero a otro de la cuota hereditaria que pretende enajenar, para cuyo ejercicio dispone el favorecido con el retracto de idéntico término al concedido para el tanteo, que en esta oportunidad le ha sido privado por su compañero de comunidad.
De cuanto se ha venido exponiendo pueden derivarse como requisitos o presupuestos para el ejercicio de tal derecho: 
- existencia de una situación de cotitularidad hereditaria;
- ha de mediar un acto de enajenación a título de compraventa de una cuota hereditaria por parte de un comunero, o sea mientras subsista la comunidad hereditaria;
- la enajenación ha de hacerse a favor de tercera persona;

Precisamente este requerimiento amerita dedicarle algunas consideraciones. Esta circunstancia como apunta PUIG BRUTAU es lo que determina la posibilidad de actuación del derecho que la ley considera preferente, o sea, el de otro coheredero.
A tal fin se consideran extraños; el llamado a la herencia que ha renunciado; los parientes del causante que no sean herederos; los acreedores de la herencia; los arrendatarios de bienes hereditarios y cualquier otro sujeto que no sea propiamente partícipe de la situación jurídica de comunidad. 
- que no se haya podido ejercitar el derecho de tanteo;

No se trata respecto de este requisito que el comunero no hubiera querido o no hubiera dispuesto del efectivo para hacer frente al acto de adquisición onerosa de la cuota hereditaria enajenada, sino que no se le ofreció la oportunidad por el vendedor de adquirir la cuota, ergo, de ejercitar el derecho de tanteo. No es que el retrayente autorice el acto de enajenación, sino que tiene preferencia para asumir la condición de comprador. 
Asimismo para cumplimentar este requisito y con ello pretender ejercitar el derecho de retracto tampoco debió extinguirse el derecho de tanteo por caducidad, pues si el acto mismo de la compraventa se puso en conocimiento del coheredero y éste no ejercitó el derecho dentro del fatal término de caducidad, contado a partir de la fecha del ofrecimiento de la venta, entonces tendrá que soportar la compraventa realizada por su compañero de comunidad hereditaria. 
- que se ejercite en el término previsto ex lege;[7]

En cuanto al retracto es oportuno señalar que si bien no ofrece dudas su ejercicio por los coherederos, polémica ha sido en la doctrina la posibilidad de tal ejercicio por el legatario parciario o de parte alícuota, prevaleciendo una ambigüedad o confusión que podrá despejarse a partir de delimitar si el retracto compete sólo a los coherederos o a quienes ostenten una simple condición de comunero, supuesto en el que tal legatario podría ejercitar el retracto, al considerársele, por la doctrina mayoritaria, cotitular del activo hereditario líquido.

## Extinción
La comunidad hereditaria subsiste hasta tanto no se practique la partición total de los bienes que conforman el as hereditario. No obstante son reconocidas otras causas de extinción: 
- La destrucción de la cosa común: al desaparecer el bien o todos los bienes que conforman el objeto sobre el cual recaía la comunidad de herederos es muy lógico que ésta también desaparezca, no obstante quedarán vigentes las obligaciones que hayan podido surgir entre comuneros por causa o con ocasión de la comunidad. Entiéndase que se habla de pérdida del bien o de los bienes para los herederos por las más disímiles causas como v. gr: un supuesto de fuerza mayor o la usucapión de los bienes por un tercero, ajeno al ámbito comunitario.

- El agotamiento de toda la herencia: al tener que invertir los bienes que la integran en el pago de las deudas, no hay en tal caso nada que repartir. Para que de este modo quede extinguida la comunidad habrá que suponer que todos los bienes de la herencia han sido suficientes para pagar las deudas o que fue aceptada a beneficio de inventario (según la doctrina sustentada por el Código Civil español, que en esencia supone la responsabilidad intra vires), ya que si los herederos aceptaron pura y simplemente (en los ordenamientos que admiten una responsabilidad ultra vires) y pese haber desaparecido todo el activo queda sin cubrir una parte del pasivo habrá que admitir que el vínculo comunitario subsiste por la obligación conjunta de las deudas no satisfechas, con sus propios bienes.

- La concentración de todo el derecho sobre la herencia en uno solo de los comuneros: lo que puede suceder por diversas causas. Puede ocurrir que fallecidos los otros coherederos, hubiera heredado sus cuotas este último sobreviviente. Como también pudo ocurrir que dada la facultad de disposición de los coherederos respecto a sus cuotas, hayan sido enajenadas o cedidas a uno solo de ellos o ese único heredero usucape todos los bienes hereditarios por poseerlos como dueño exclusivo. Reunidas todas las cuotas en manos de un único titular se ha extinguido la comunidad hereditaria v. gr: renuncia o incapacidad para suceder sobrevenida de todos los coherederos, sin que se dé el derecho de representación como suele ocurrir en la sucesión testamentaria, ni se hayan previsto sustitutos.

Las causas aludidas no excluyen la posibilidad de que sobrevengan otras que hagan imposible jurídicamente el mantenimiento del estado comunitario.